# Аппен, Хенрик фон
Хенрик фон Аппен (нем. Henrik von Appen, род. 15 декабря 1994 года, Сантьяго, Чили) — чилийский горнолыжник, участник двух зимних Олимпийских игр (2014 и 2018) и четырёх чемпионатов мира (2013, 2015, 2017, 2019). Победитель и призёр этапов Южноамериканского кубка. Знаменосец сборной Чили на Олимпийских играх 2018 года.

## Спортивная биография
На соревнованиях под эгидой FIS Хенрик начал выступать в 2009 году. В течение нескольких сезонов фон Аппен участвовал в стартах в рамках Южноамериканского кубка, гонок FIS и чемпионатах мира среди юниоров. На мировых первенствах фон Аппен впервые выступил на чемпионате 2013 года. Лучшим результатом для чилийского горнолыжника стало 67-е место в гигантском слаломе. 30 декабря 2013 года чилиец дебютировал в Кубке мира на этапе в канадском Лейк-Луизе.
В 2014 году фон Аппен дебютировал на зимних Олимпийских играх. В Сочи чилиец выступил в четырёх дисциплинах, не стартовав только в слаломе. В суперкомбинации и в супергиганте фон Аппен показал 32-е время. В скоростном спуске Хенрик стал 41-м, а в гигантском слаломе чилиец не смог завершить первую попытку.
На чемпионате мира 2015 года Хенрик фон Аппен выступил во всех пяти дисциплинах. Трижды молодому чилийцу удалось попасть в число 40 сильнейших, а лучшим для Аппена стало 32-е место в комбинации. По итогам сезона 2014/2015 фон Аппен занял пятую позицию в общем зачёте Кубка Южной Америки. В сезоне 2015/16 вновь стал пятым в общем зачёте Кубка Южной Америки, а через год стал шестым в этом зачёте.

## Результаты

### Олимпийские игры
| Олимпийские игры | Скоростной спуск | Супергигант | Гигантский слалом | Слалом | Комбинация |
| ---------------- | ---------------- | ----------- | ----------------- | ------ | ---------- |
| 2014 Сочи        | 41               | 32          | DNF1              | —      | 32         |
| 2018 Пхёнчхан    | 34               | 30          | —                 | —      | DNS2       |

### Чемпионат мира
| Чемпионат мира       | Скоростной спуск | Супергигант | Гигантский слалом | Слалом | Комбинация |
| -------------------- | ---------------- | ----------- | ----------------- | ------ | ---------- |
| 2013 Шладминг 2013   | —                | —           | 67                | DNFQ1  | —          |
| 2015 Вейл/Бивер-Крик | 37               | 38          | DNF2              | DNSQ1  | 32         |
| 2017 Санкт-Мориц     | 32               | 29          | —                 | —      | 31         |
| 2019 Оре             | 24               | 28          |                   |        |            |
| 2025 Зальбах         |                  | 30          |                   |        |            |

## Личная жизнь
- Обучается в Чилийском университете на факультете коммерции.